# Sławomir Ratajski
Sławomir Ratajski (ur. 1955 w Warszawie) – polski artysta, dyplomata, profesor, wykładowca ASP w Warszawie, syn kartografa prof. Lecha Ratajskiego.

## Życiorys
Ukończył studia na Wydziale Grafiki Akademii Sztuk Pięknych w Warszawie u prof. Haliny Chrostowskiej i prof. Jerzego Tchórzewskiego (1979). W stanie wojennym działał w ruchu kultury niezależnej. W 1986 był laureatem Brązowego Medalu na I Międzynarodowym Biennale Sztuki Azja-Europa w Ankarze.
Od 1987 podjął pracę dydaktyczną na tej uczelni, prowadząc początkowo pracownię malarstwa i rysunku na Wydziale Grafiki, obecnie prowadzi pracownię Kreacji Artystycznej na Wydziale Sztuki Mediów Akademii Sztuk Pięknych w Warszawie. Po uzyskaniu stopnia doktora i habilitacji w 1996 został mianowany profesorem w 2011.
Po ukończeniu studiów tworzył dynamiczne i symboliczne malarstwo utrzymane w duchu Nowej Ekspresji, jednocześnie włączył się w ruch niezależnego życia artystycznego okresu stanu wojennego – unikając jednak tematów doraźnie publicystycznych. Z czasem stopniowo ograniczał narrację i symbolikę swych obrazów na rzecz form abstrakcyjnych, nie rezygnując z ekspresjonistycznych efektów fakturowych.
W latach 1990–1994 organizował międzynarodowe sympozja artystyczne z udziałem artystów z Polski, Hiszpanii, Grecji i Niemiec. Od 1987 był członkiem Zarządu NSZZ Solidarność ASP w Warszawie, od 1990 jej przewodniczącym.
W 1997 został mianowany sekretarzem stanu w Ministerstwie Kultury i Sztuki w rządzie premiera Jerzego Buzka. Odpowiedzialny za relacje międzynarodowe, realizował prezentacje polskiej kultury m.in. na Międzynarodowych Targach Książki we Frankfurcie w 2000 i Expo 2000 w Hanowerze, pracował przy powstaniu Muzeum Juliusza Słowackiego w Krzemieńcu. Współautor „Polityki kulturalnej Rządu RP 1999–2001”.
W 2001–2005 sprawował funkcję ambasadora Rzeczypospolitej Polskiej w Republice Argentyny i w Paragwaju oraz w 2006 ambasadora a.i. na Kubie realizując wiele przedsięwzięć na rzecz promocji Polski poprzez kulturę w Ameryce Łacińskiej, w tym m.in. wystawy, koncerty, festiwale chopinowskie i program Roku Gombrowicza. Po powrocie do Polski kontynuuje działalność artystyczną oraz pracę w ASP w Warszawie. W latach 2007–2021 pełnił funkcję sekretarza generalnego Polskiego Komitetu ds. UNESCO.
Jego prace znajdują się w zbiorach prywatnych i muzealnych w Polsce, Niemczech, Hiszpanii, USA, Kanadzie, Belgii, Argentynie.

## Życie prywatne
Żonaty z Zofią Jabłonowską-Ratajską, historyczką i krytyk sztuki. Mają troje dzieci.

## Ważniejsze wystawy
Prezentował swoje prace malarskie i instalacje na 22 wystawach indywidualnych w Polsce, Niemczech i Hiszpanii oraz kilkudziesięciu pokazach sztuki polskiej m.in. na takich wystawach jak:
- 1982 – 33 Salon Jeune Expression, Grand Palais, Paryż
- 1985 – Młoda Ekspresja Polska, Akademia Sztuki, Budapeszt
- 1985 – Pieta Polska, Muzeum Archidiecezjalne w Poznaniu, Kościół oo. Dominikanów, Kraków
- 1986 – I Międzynarodowe Biennale Sztuki Azja-Europa, Ankara
- 1987 – Młoda Sztuka polska, Instytut Polski, Budapeszt
- 1987 – Współczesna Sztuka Polska, Maneż, Moskwa
- 1987 – Międzynarodowy Festiwal Sztuki, Stambuł
- 1987 – Współczesny rysunek polski, Instytut Polski, Paryż
- 1987 – Polska sztuka Młodych, Lwów, Moskwa
- 1987 – Międzynarodowy Festiwal Malarstwa, Cagnes-sur-Mer
- 1987 – W kręgu Akademii, dawna Fabryka Norblina, Warszawa
- 1988 – Świeżo malowane, Zachęta, Warszawa
- 1990 – Cóż po artyście w czasie marnym?, Zachęta, Warszawa, Muzeum Narodowe w Krakowie
- 1990 – Współczesna sztuka z Polski, Wiedeń
- 1990 – Elektryczny Wachlarz, dawna Fabryka Norblina, Warszawa
- 1991 – Współczesna sztuka z Polski, Opera w Lipsku
- 2002 – Artes Graficas y Afiches Polacos, Centro Cultural Recoleta, Buenos Aires
- 2003 – Wizjonerzy i Buntownicy, Galeria Zachęta, Warszawa
- 2010 – Lata 80. Transformacja, Gaga Galeria, Warszawa[5]
- 2010 – Apogeum – Nowa ekspresja 1987, Centrum Sztuki Współczesnej Znaki Czasu, Toruń[6]
- 2014 – Ars principia, UMK Toruń, BWA Kielce, Droga do wolności – Płocka Galeria Sztuki, Płock, Galeria Sztuki Współczesnej Włocławek
- 2019 – 9x10, Galeria Salon Akademii, Warszawa
- 2019 – „MALARSTWO x 3” w obiektywie, Galeria Wojewódzkiej Biblioteki Publicznej im. H. Łopacińskiego w Lublinie[7].

## Nagrody i wyróżnienia
- 2014 odznaczony Krzyżem Kawalerskim Orderu Odrodzenia Polski[8].